# Gadens Engel
Gadens Engel (originaltitel: Street Angel) er en amerikansk stumfilm med et Movietone-lydspor. Filmen var instrueret af Frank Borzage og tilpasset til film af Harry H. Caldwell, Katherine Hilliker, Philip Klein, Marion Orth og Henry Roberts Symonds. Filmen er baseret på skuespillet Lady Cristilinda af Monckton Hoffe.
Som en af de tidlige overgangslydfilmudgivelser havde den ikke optaget dialog, men brugte mellemtekster sammen med optagede lydeffekter og musikuddrag.
Gadens Engel var en af tre film, for hvilke Janet Gaynor modtog en Oscar for bedste kvindelige hovedrolle i 1929. De andre var F. W. Murnaus Sunrise: A Song of Two Humans og Borzages 7th Heaven. Filmen blev også nomineret til en Oscar for bedste scenografi og en Oscar for bedste fotografering.